# تل حاج‌علی
تل حاج‌علی، روستایی از توابع بخش حتی شهرستان لالی در استان خوزستان ایران است .

## جمعیت
این روستا در دهستان حتی قرار دارد و براساس سرشماری مرکز آمار ایران در سال ۱۳۸۵، جمعیت آن ۱۱۵ نفر (۱۹خانوار) بوده‌است .